# Copa Constitució
A Copa Constitució  (em espanhol: Copa Constitución, ou português: Copa Constituição) é um torneio de futebol de Andorra que é disputado em sistema mata-mata. Foi criada em 1991 e é organizada pela Federação Andorrana de Futebol. Desde a temporada 1995-96, o torneio está filiado à FIFA e à UEFA.
A equipe campeã tem o direito de disputar a primeira eliminatória da Liga Conferência Europa da UEFA e a Supercopa Andorrana.

## Fase Final
| Temporada | Campeão                 | Resultado      | Finalista       |
| --------- | ----------------------- | -------------- | --------------- |
| 1991      | FC Santa Coloma         |                |                 |
| 1992      | no disputada            | no disputada   | no disputada    |
| 1993      | no disputada            | no disputada   | no disputada    |
| 1994      | Club Esportiu Principat |                |                 |
| 1995      | Club Esportiu Principat |                |                 |
| 1996      | Club Esportiu Principat | 2–0            | FC Santa Coloma |
| 1997      | Club Esportiu Principat | 7–0            | UE Sant Julià   |
| 1998      | Club Esportiu Principat | 4–3            | FC Santa Coloma |
| 1999      | Club Esportiu Principat | 3–1            | FC Santa Coloma |
| 2001      | FC Santa Coloma         | 2–0            | UE Sant Julià   |
| 2002      | FC Lusitanos            | 2–0            | Inter Escaldes  |
| 2003      | FC Santa Coloma         | 5–3            | UE Sant Julià   |
| 2004      | FC Santa Coloma         | 1–0            | UE Sant Julià   |
| 2005      | FC Santa Coloma         | 2–1            | UE Sant Julià   |
| 2006      | FC Santa Coloma         | 1–1 (5–3 pen.) | FC Rànger's     |
| 2007      | FC Santa Coloma         | 2–2 (4–2 pen.) | UE Sant Julià   |
| 2008      | UE Sant Julià           | 6–1            | FC Lusitanos    |
| 2009      | FC Santa Coloma         | 6–1            | FC Lusitanos    |
| 2010      | UE Sant Julià           | 1–0            | UE Santa Coloma |
| 2011      | UE Sant Julià           | 3–1            | UE Santa Coloma |
| 2012      | FC Santa Coloma         | 1–0            | FC Lusitanos    |
| 2013      | UE Santa Coloma         | 3–2 (prór.)    | UE Sant Julià   |
| 2014      | UE Sant Julià           | 1–0            | FC Lusitanos    |
| 2015      | UE Sant Julià           | 1–1 (5-4 pen)  | FC Santa Coloma |
| 2016      | UE Santa Coloma         | 3–0            | Engordany       |
| 2017      | UE Santa Coloma         | 1–0            | FC Santa Coloma |
| 2018      | FC Santa Coloma         | 2–1            | UE Sant Julià   |
| 2019      | Engordany               | 2–0            | FC Santa Coloma |
| 2020      | Inter Club d'Escaldes   | 2–0            | FC Santa Coloma |

## Títulos por clube
| Club                    | Campeão | 2° | Anos campeão                                               |
| ----------------------- | ------- | -- | ---------------------------------------------------------- |
| FC Santa Coloma         | 10      | 8  | 1991, 2001, 2003, 2004, 2005, 2006, 2007, 2009, 2012, 2018 |
| UE Sant Julià           | 6       | 8  | 2008, 2010, 2011, 2014, 2015, 2021                         |
| Club Esportiu Principat | 6       | -  | 1994, 1995, 1996, 1997, 1998, 1999                         |
| UE Santa Coloma         | 3       | 2  | 2013, 2016, 2017                                           |
| Inter d'Escaldes        | 2       | 1  | 2020, 2023                                                 |
| FC Lusitanos            | 1       | 4  | 2002                                                       |
| Atlètic d'Escaldes      | 1       | 1  | 2022                                                       |
| Engordany               | 1       | 1  | 2019                                                       |
| Constelació             | 1       | -  | 2000                                                       |
| FC Rànger's             | -       | 1  | -                                                          |
| UE Extremenya           | -       | 1  | -                                                          |

## Leia também
- Campeonato Andorrano de Futebol
- Supercopa de Andorra
- Futebol em Andorra